# Alireza Faghani
Alireza Faghani (Perzisch: عليرضا فغانى) (Razavi-Khorasan, 21 maart 1978) is een Iraans voetbalscheidsrechter. Sinds 2008 leidt hij internationale wedstrijden voor de wereldvoetbalbond FIFA.
Faghani kwam in aanraking met het scheidsrechtersvak door zijn vader, Mohammed Faghani, die ook een professioneel arbiter was en grote fan van de Engelse voetbalploeg Hij begon zijn carrière als professioneel voetbalscheidsrechter met aansluiting bij de Iraanse voetbalbond (FFIRI) in 2000, waarna hij regelmatig werd aangesteld als scheidsrechter bij competitieduels in de Azadegan League, de tweede divisie in het Iraans voetbal. Acht jaar lang werd hij op dit niveau aangesteld voor competitieduels. In 2007 maakte hij zijn debuut in de Iran Pro League. Faghani is in zijn land de arbiter die de snelste groei doormaakte: na een jaar wedstrijden leiden in het topvoetbal in Iran kreeg hij van wereldvoetbalbond FIFA al zijn badge. Faghani's eerste internationale clubwedstrijd was het duel om de AFC Challenge Cup 2010 tussen Chonburi FC en Eastern AA, waar hij als vierde official was aangesteld. In Azië kreeg hij na korte tijd grote wedstrijden toegewezen, waaronder in 2009 de finale van de President's Cup tussen het Tadzjiekse Regar-TadAZ Tursunzoda en het Kirgizische Dordoi Bisjkek (2–0, zeven gele kaarten). In 2010 maakte hij zijn debuut in de AFC Champions League; in dat seizoen leidde hij één duel, een wedstrijd in de groepsfase tussen Shandong Luneng en Adelaide United (0–2, vijf gele kaarten). Faghani floot in de zomer van 2013 twee wedstrijden, één duel in de groepsfase en een in de achtste finale, op het wereldkampioenschap voetbal voor spelers onder de leeftijd van 20 jaar. In december 2013 werd hij aangesteld voor de kwartfinale van het wereldkampioenschap voetbal voor clubs en een week later voor de troostfinale. In dit duel, tussen het Chinese Guangzhou Evergrande FC en het Braziliaanse Atlético Mineiro (2–3, drie gele kaarten), stuurde hij Ronaldinho in de 87e minuut van het veld.
Alireza Faghani maakte zijn debuut als scheidsrechter in het A-interlandvoetbal op 16 april 2009 in het Maldivische Malé, waar hij de oefeninterland tussen de Maldiven en de Filipijnen leidde. In maart 2013 noemde de FIFA Faghani een van de vijftig potentiële scheidsrechters voor het Wereldkampioenschap voetbal 2014 in Brazilië. Op 15 januari 2014 maakte de wereldvoetbalbond bekend dat hij als reserve op het toernooi aanwezig zou zijn. Hassan Kamranifar was daarbij zijn assistent. Faghani werd op 10 juni door de FIFA aangesteld als vierde official voor de openingswedstrijd tussen Brazilië en Kroatië (3–1). Hij assisteerde de Japanner Yuichi Nishimura.
Hij werd ook geselecteerd als scheidsrechter voor het Wereldkampioenschap voetbal 2018 in Rusland. Daar fluitte hij in totaal 4 wedstrijden waaronder de troostfinale die België met 2–0 won van Engeland.

## Interlands
| Datum            | Plaats                                  | Wedstrijd                   | Uitslag          | Competitie                 | Kreeg geel | Kreeg voor de tweede keer geel en dus rood | Weggestuurd |
| ---------------- | --------------------------------------- | --------------------------- | ---------------- | -------------------------- | ---------- | ------------------------------------------ | ----------- |
| 16 april 2009    | Malé, Maldiven                          | Malediven – Filipijnen      | 3 – 2            | Kwalificatie Challenge Cup | 8          | 0                                          | 2           |
| 16 februari 2010 | Colombo, Sri Lanka                      | Birma – Sri Lanka           | 4 – 0            | AFC Challenge Cup 2010     | 3          | 0                                          | 1           |
| 24 februari 2010 | Colombo, Sri Lanka                      | Tadzjikistan – Turkmenistan | 0 – 2            | AFC Challenge Cup 2010     | 6          | 0                                          | 0           |
| 27 februari 2010 | Colombo, Sri Lanka                      | Turkmenistan – Noord-Korea  | 1 – 1            | AFC Challenge Cup 2010     | 10         | 1                                          | 0           |
| 6 september 2011 | Beiroet, Libanon                        | Libanon – V.A.E.            | 3 – 1            | Kwalificatie WK 2014       | 4          | 0                                          | 0           |
| 11 oktober 2011  | Pyongyang, Noord-Korea                  | Noord-Korea – Oezbekistan   | 0 – 1            | Kwalificatie WK 2014       | 3          | 0                                          | 0           |
| 8 juni 2012      | Masqat, Oman                            | Oman – Australië            | 0 – 0            | Kwalificatie WK 2014       | 1          | 0                                          | 0           |
| 6 februari 2013  | Doha, Qatar                             | Qatar – Maleisië            | 2 – 0            | Kwalificatie Azië Cup 2015 | 3          | 0                                          | 0           |
| 26 maart 2013    | Amman, Jordanië                         | Jordanië – Japan            | 2 – 1            | Kwalificatie WK 2014       | 5          | 0                                          | 0           |
| 18 juni 2013     | Sydney, Australië                       | Australië – Irak            | 1 – 0            | Kwalificatie WK 2014       | 4          | 0                                          | 0           |
| 15 november 2013 | Abu Dhabi, Verenigde Arabische Emiraten | V.A.E. – Hongkong           | 4 – 0            | Kwalificatie Azië Cup 2015 | 3          | 0                                          | 0           |
| 14 oktober 2014  | Seoel, Zuid-Korea                       | Zuid-Korea – Costa Rica     | 1 – 3            | Vriendschappelijk          | 0          | 0                                          | 0           |
| 23 november 2014 | Singapore                               | Singapore – Thailand        | 1 – 2            | Vriendschappelijk          | 3          | 0                                          | 0           |
| 20 december 2014 | Kuala Lumpur, Maleisië                  | Maleisië – Thailand         | 3 – 2            | Vriendschappelijk          | 7          | 0                                          | 0           |
| 10 januari 2015  | Brisbane, Australië                     | Saoedi-Arabië – China       | 0 – 1            | Azië Cup                   | 6          | 0                                          | 0           |
| 13 januari 2015  | Canberra, Australië                     | Koeweit – Zuid-Korea        | 0 – 1            | Azië Cup                   | 4          | 0                                          | 0           |
| 16 januari 2015  | Brisbane, Australië                     | Irak – Japan                | 0 – 1            | Azië Cup                   | 4          | 0                                          | 0           |
| 23 januari 2015  | Sydney, Australië                       | Japan – V.A.E.              | 1 – 1 (4–5 n.s.) | Azië Cup                   | 4          | 0                                          | 0           |
| 31 januari 2015  | Sydney, Australië                       | Zuid-Korea – Australië      | 1 – 2            | Azië Cup                   | 5          | 0                                          | 0           |
| 2 augustus 2015  | Wuhan, China                            | Noord-Korea – Japan         | 2 – 1            | Oost-Azië Cup              | 0          | 0                                          | 0           |
| 8 oktober 2015   | Koeweit-Stad, Koeweit                   | Koeweit – Zuid-Korea        | 0 – 1            | Kwalificatie WK 2018       | 4          | 0                                          | 0           |
| 12 november 2015 | Tasjkent, Oezbekistan                   | Oezbekistan – Noord-Korea   | 3 – 1            | Kwalificatie WK 2018       | 5          | 0                                          | 0           |
| 29 maart 2016    | Saitama, Japan                          | Japan – Syrië               | 5 – 0            | Kwalificatie WK 2018       | 2          | 0                                          | 0           |
| 1 september 2016 | Perth, Australië                        | Australië – Irak            | 2 – 0            | Kwalificatie WK 2018       | 3          | 0                                          | 0           |
| 22 juni 2017     | Kazan, Rusland                          | Duitsland – Chili           | 1 – 1            | FIFA Confederations Cup    | 4          | 0                                          | 0           |
| 28 juni 2017     | Kazan, Rusland                          | Portugal – Chili            | 0 – 0            | FIFA Confederations Cup    | 7          | 0                                          | 0           |
| 31 augustus 2017 | Saitama, Japan                          | Japan – Australië           | 2 – 0            | Kwalificatie WK 2018       | 2          | 0                                          | 0           |
| 5 oktober 2017   | Paya Rumput, Malesië                    | Syrië – Australië           | 1 – 1            | Kwalificatie WK 2018       | 7          | 0                                          | 0           |
| 17 juni 2018     | Moskou, Rusland                         | Duitsland – Mexico          | 0 – 1            | WK 2018 groepsfase         | 4          | 0                                          | 0           |
| 27 juni 2018     | Moskou, Rusland                         | Servië – Brazilië           | 0 – 2            | WK 2018 groepsfase         | 3          | 0                                          | 0           |
| 30 juni 2018     | Kazan, Rusland                          | Frankrijk – Argentinië      | 4 – 3            | WK 2018 achtste finales    | 8          | 0                                          | 0           |
| 14 juli 2018     | Sint-Petersburg, Rusland                | België – Engeland           | 2 – 0            | WK 2018 troostfinale       | 3          | 0                                          | 0           |

Bijgewerkt op 14 juli 2018.